# 1026 Ingrid
1026 Ingrid är en asteroid i huvudbältet som upptäcktes den 13 augusti 1923 av den tyske astronomen Karl Wilhelm Reinmuth. Dess preliminära beteckning var 1923 NY. Asteroiden namngavs efter brorsdottern till den tyske astronomen Albrecht Kahrstedt som en dopgåva.
Den tillhör asteroidgruppen Flora.
Efter upptäckten tappades asteroiden bort och återfanns först 1986 av Syuichi Nakano.
Ingrids senaste periheliepassage skedde den 11 september 2021.[Uppdatering behövs] Dess rotationstid har beräknats till 5,3 timmar.